# Thomas Jordan (lekkoatleta)
Thomas Michael Jordan (ur. 15 marca 1949 w Akwizgranie) – niemiecki lekkoatleta, sprinter, mistrz Europy z 1971. W czasie swojej kariery reprezentował RFN.
Specjalizował się w biegu na 400 metrów. Zdobył złoty medal w sztafecie 4 × 400 metrów (która biegła w składzie: Horst-Rüdiger Schlöske, Jordan, Martin Jellinghaus i Hermann Köhler) na mistrzostwach Europy w 1971 w Helsinkach, a w biegu na 400 metrów zajął 5. miejsce.
Był mistrzem RFN w biegu na 400 metrów w 1970 i brązowym medalistą w 1971, a także mistrzem w sztafecie 4 × 400 metrów w 1970 i 1972.